# John Moore-Brabazon
John Theodore Cuthbert Moore-Brabazon, Lord Brabazon of Tara, född 8 februari 1884 i London, död 17 maj 1964 i Longcross i Surrey, var en brittisk flygpionjär och konservativ politiker. Han var son till John Arthur Henry Moore.
Moore-Brabazon genomgick flygutbildning i Frankrike 1908 på ett Voisin biflygplan. Efter utbildningen antog han tidningen Daily Mails utmaning om att bli den första som flög över en mile på en cirkulär bana. Han genomförde flygningen den 30 oktober 1909 med ett Shorts flygplan och fick 1 000 pund för bedriften. När Royal Aero Club utfärdade de första flygcertifikaten i Storbritannien tilldelades han certifikat nr 1.
Under första världskriget tjänstgjorde han som flygspanare vid Royal Flying Corps. För sina upptäckter inom flygfotograferingen tilldelades han ett Military Cross. 
Efter kriget kom han att arbeta politiskt som parlamentsledamot för Chatham 1918-1929 och Wallasey 1931-1942. 1943 adlades han och fick titeln Baron Brabazon of Tara och kom därigenom att flyttas till överhuset. Han var under sin politikertid 1923-1924 och november 1924-1927 parlamentssekreterare i transportministeriet, 1940-1941 transportminister och 1941-1942 minister för flygplansproduktionen.
Han fick 1943 i uppdrag att bilda Brabazon Committee som skulle utveckla den brittiska flygindustrins verksamhet efter andra världskriget. Kommitténs största projekt blev trafikflygplanet Bristol Brabazon, som byggdes i ett exemplar. Efter sju och ett halvt års utvecklings och produktionstid genomförde flygplanet sin jungfruflygning 4 september 1949. I september 1952 beslutades att hela projektet skulle skrotas trots att det redan kostat de brittiska skattebetalarna 12,5 miljoner pund.